# Land of Dreaming
Land of Dreaming ist ein im Jahr 1996 veröffentlichtes Lied des Dancefloor-Projekts Masterboy.

## Entstehung und Veröffentlichung
Diese Single wurde von Beatrix Delgado eingesungen und von Tommy Schleh gerappt. Es ist die vierte Singleauskopplung aus dem Album Generation of Love – The Album. Veröffentlicht wurde die Single am 3. Januar 1996. Auch ein Musikvideo wurde veröffentlicht.

## Chartplatzierungen
| ChartsChartplatzierungen     | Höchstplatzierung | Wochen |
| ---------------------------- | ----------------- | ------ |
| Deutschland (GfK)            | 12 (17 Wo.)       | 17     |
| Österreich (Ö3)              | 26 (6 Wo.)        | 6      |
| Schweiz (IFPI)               | 20 (11 Wo.)       | 11     |
| Vereinigtes Königreich (OCC) | 80 (1 Wo.)        | 1      |

| ChartsJahrescharts (1996) | Platzierung |
| ------------------------- | ----------- |
| Deutschland (GfK)         | 84          |